# Sabina Jelenc Krašovec
Sabina Jelenc Krašovec, slovenska andragoginja, sociologinja ter doktorica pedagoških znanosti, * 26. januar 1968, † 21. december 2020, Ljubljana.
Predavala je na Oddelku za pedagogiko in andragogiko Filozofske fakultete Univerze v Ljubljani.